# Les Petits Chevaux de Tarquinia
Les Petits Chevaux de Tarquinia est un roman de Marguerite Duras paru le 16 octobre 1953 aux éditions Gallimard.

## Résumé
Ce roman est le récit des vacances d'un groupe d'amis français, partis dans un village isolé d'Italie, coincé entre la mer et la montagne, où il n'y a rien de spécial à faire et où la chaleur est écrasante. Le lieu ne leur plaît pas, mais ils sont tous venus là, comme chaque année, pour suivre Ludi, l'homme le plus populaire du groupe. Les personnages, terrassés par la chaleur, ne font rien de leur journée que de se préoccuper d'aller à la mer ou non, de pouvoir lire ou non, et d'espérer la pluie. Ces vacances sont également l'occasion de remettre en cause leurs vies, et elles deviendront pour beaucoup un chemin de croisée.
En parallèle, le narrateur évoque l'histoire d'un couple italien âgé, qui vient de perdre son fils, démineur, tué par une bombe. Le couple retrouve son corps, mais ils se refusent à rentrer chez eux, pour ne pas avoir à accepter la mort de leur enfant. Ils sont représentatifs du changement qui s'opérera dans la vie de beaucoup de protagonistes du livre.

## Thèmes principaux

### Le climat du lieu
Les vacances se déroulent en Italie, au bord de la mer, durant un été torride. La météorologie du lieu est un personnage en tant que tel qui explique, justifie les attitudes, les comportements des individus et des différents groupes. La configuration du lieu est aussi importante pour comprendre ce microcosme, l'hôtel est coincé entre une falaise et la mer.

### L'amour problématique
L'amour pose toujours problème dans ce roman de Marguerite Duras, sauf dans le cas de la bonne de Sara et de Jacques, qui tombe amoureuse d'un douanier. Cette forme d'amour éphémère et superficielle est seule à l'abri du désespoir. Au contraire, Sara et Jacques forment un couple qui s'est aimé, mais ils paraissent alors ne plus avoir de désir de rester ensemble, si ce n'est pour leur fils. Cet enfant, qui n'est jamais nommé, est par cet anonymat même le symbole de l'unité des parents plus que du couple. Sara est tentée par l'adultère avec un « homme » presque anonyme, de passage, mais y renonce.
Ludi et Gina sont en quelque sorte le couple qui leur est antithétique : se disputant tout le temps, ayant des objectifs différents dans la vie, ils ne parviennent pourtant pas à se séparer.

### L'amitié
L'amitié est plutôt présente en creux dans ce roman : les personnages voudraient des relations amicales, mais n'arrivent jamais à avoir vraiment confiance en l'autre. L'autrice décrit plutôt un phénomène de camaraderie, qui exerce une pression sur chacun des protagonistes. Le personnage de Ludi apparaît comme le meneur de ce groupe de vacanciers. En effet, la pensée du groupe devient importante pour l'individu. Ainsi, tout le groupe décide de suivre Ludi en vacances, ou bien à la plage, en étant préoccupé de ce que Ludi pourrait penser de leur comportement. De même, Sara est blessée par ce que Ludi a dit d'elle à son mari, après une dispute qu'ils avaient eue. Si elle ne cède pas, par la suite, à l'adultère, il est à noter que c'est peut-être parce que Ludi lui a dit ce qu'il penserait de cette attitude.

### L'alcool
Comme souvent chez Marguerite Duras, l'alcool est un thème prédominant du récit. Les protagonistes, oisifs et préoccupés par le destin de leurs vies, boivent sans arrêt des bitter campari, boisson qui devient un véritable emblème du roman, tant elle est mentionnée souvent : ils commencent à boire dès le matin, et absorbent de suite plusieurs boissons alcoolisées dès l'apéritif.
L'alcool est lié à l'oubli de sa situation, à la volonté de sauvegarde de soi : ainsi, Diane, célibataire, mélancolique, entraîne ses camarades : elle initie souvent la volonté d'avoir une boisson. Par ailleurs, lorsque Sara tentera de redéfinir sa vie et songera à l'adultère, elle tente de boire moins, comme pour mieux vivre l'instant présent, et comme pour être mieux capable de décider de son destin.

### La tentation du départ
Les personnages des Petits Chevaux de Tarquinia, immobilisés par l'inertie de leur groupe d'amis, et bloqués entre une montagne en feu et la mer, rêvent du départ, ou d'un véritable voyage. Ludi essaye ainsi de convaincre sa femme Gina de faire avec lui un voyage à New York, et le lecteur comprend que cette discussion est récurrente dans leur couple. De même, c'est le projet de voyage de Jacques à Tarquinia qui l'aide à se réconcilier avec sa femme, puisque Sara comprend alors qu'elle peut encore échapper à la monotonie de la vie de couple installé. Le fait que le but de leur prochain voyage, voir les petits chevaux de Tarquinia, fresques étrusques de la tombe du Baron de la nécropole de Monterozzi, soit le titre de l'ouvrage, dit assez l'importance qu'occupe ce thème dans le roman.

### Personnages
- Ludi et son épouse Gina,
- Sara et son mari Jacques, leur enfant et la bonne,
- Diana,
- Jean, l'homme au hors bord,
- Le couple de vieux, parents du démineur décédé,
- l'épicier,
- les douaniers chargés de recueillir la signature du procès-verbal de décès.
- Le passeur, qui permet de rejoindre l'autre rive du fleuve.
- Les autres vacanciers, notamment ceux qui résident dans l'hôtel.

## Éditions
- Les Petits Chevaux de Tarquinia, éditions Gallimard, 1953  (ISBN 2070220958).

## Adaptation
- Azuro, film français de Matthieu Rozé (2022), avec Valérie Donzelli, Thomas Scimeca, Yannick Choirat, Maya Sansa, Nuno Lopes, Florence Loiret Caille